# Dorrington (Lincolnshire)
Dorrington – wieś w Anglii, w hrabstwie Lincolnshire, w dystrykcie North Kesteven. Leży 22 km na południowy wschód od Lincoln i 174 km na północ od Londynu.
Miejscowość liczy 340 mieszkańców.